# 地球規模生物多様性情報機構
地球規模生物多様性情報機構（ちきゅうきぼせいぶつたようせいじょうほうきこう、英語: Global Biodiversity Information Facility、GBIF）は、世界中の生物にまつわるデータを集積し、生物多様性の研究などで全世界的に利用するための国際科学プロジェクトである。
OECDメガサイエンス・フォーラム（現・グローバル・サイエンス・フォーラム）の勧告に基づき、2001年に設立された国際的な学術団体で、地球規模の全生物の情報を電子化し、インターネット上で閲覧できるシステムの構築を目指す。デンマークのコペンハーゲン大学動物学博物館にある事務局を本拠地として活動している。
利用可能なデータ数は年々増えており、2009年7月時点で約1億8000万件、2015年9月時点で5億7000万件以上、そして2023年4月時点では約23億件に上っている。これらデータの利活用も進んでおり、年間700本以上の論文がGBIFに収集されたデータを引用しているほか、侵略的外来種のモニタリング、気候変動や開発による影響の評価、保護区の指定などにも利用されている。

## 歴史
1992年の地球サミット開催に合わせて気候変動枠組条約と生物多様性条約が採択されて以降、前者は1997年に先進国の温室効果ガス削減目標などを定めた京都議定書が採択されるなど、国際的なコンセンサスが得られつつあったが、後者はそれほど進展していなかった。
それでも1990年代の議論を通して生物多様性情報の基盤整備の必要性が認知されると、専門家の協議やOECD科学政策委員会の議論を挟んで、2001年3月に覚書にまとめられ、正式に独立した政府間機構として発足することになる。
生物多様性を扱う科学の分野ではどこにどんな生物がどれほど存在したかを示す在データが必要不可欠だが、その在データは論文で要約されて表現されるだけで、元の個々のデータは整理統合されていないことが多い。そのため、ビッグデータを利用する研究では、散在したデータの元情報にアクセスできるようなシステムが求められ、データ統合の観点から言えばデータの書式は統一される必要がある。また、大量のデータを集積さえすれば、データを分布の変化や予想に用い、保全や探索などの諸分野で大いに役立つという期待もあった。こうした背景もあって、科学政策について議論するOECDのメガサイエンス・フォーラムは1999年にデータバンクの役割を担う機関の設立を勧告し、提言は年内にOECD科学政策委員会閣僚級会議で承認され、結果として2001年にGBIFという機構が立ち上げられた。
2001年から2006年まではプロトタイプと位置づけられ、様々な活動が初期段階にあったが、2007年になって本格的に稼働するようになった。GBIFは5年ごとに基盤となる活動方針を決める中期計画を策定し、1期ごとに外部評価を受ける。

## 活動・運営
GBIFは他の生物多様性プロジェクトと異なり、参加する主体は国であり、覚書を交わしてGDPに基づく拠出金を提供する、という体制をとり、運営はGDPによる負担割合に基づく各国の拠出金でなされる（2003年の予算額は341万7000米ドル）。参加国・団体は電子化された情報を提供するためのノード（情報発信中核拠点）を構築しなければならない。参加国・団体のノードが収集したデータは、Integrated Publication Toolkitというオープンソースソフトウェアをインストールしたサーバーを経由してGBIFへ提供される。データの項目や入力形式にはDarwin Coreが、メタデータの形式にはEcological Metadata Languageが使われている。Darwin Coreは多くの入力項目があるが、水生生物や陸上動物、植物など、分類群によって入力すべき必要項目が異なることから、空欄が多くともデータを登録することができる。
GBIFに提供するデータのライセンス条件はCC0（無制限）、CC-BY（著作権者の表示）、CC-BY-NC（著作権者の表示+非営利のみ）のどれかから選択される。
データの利用状況を追跡するため、各データセットにはdoiが割り振られている。複数のデータセットからまとめてダウンロードしたデータの集合や、論文著者により独自に修正されたデータセットのうち公的なデータアーカイブに登録されたもの、アップデートしたデータセットにも別のdoiが割り振られるため、参照元のデータが追跡しやすくなっている。doiの割り当ては利便性向上にも繋がっている。また、個々のデータにはUUIDが付与される。
拠出金を提供する国（正規会員）は理事会で投票権を持ち、GBIFの方針決定に深く関与することができる。正規会員になれるのは国のみで、公的機関や経済団体はなれない。拠出金を提供しない加盟国・組織（準正規会員）は投票権を持たないが、理事会に参加して意見することはできる。正規会員から準正規会員になったとしても、拠出金を提供すれば再び正規会員になることができる。
理事会はGBIFの最高意思決定機関であり、年1回、通常9月下旬から10月上旬に開催される。理事会には執行委員会のほか、会員を代表する政府代表者とノードマネージャーが参加する。開催場所は広範囲にわたり、これまでに日本の茨城県つくば市、マダガスカル、ノルウェーのリレハンメル、インドのデリーなどで開催されたことがある。
日常的な活動は科学委員会、ノード運営委員会、予算委員会、規約委員会、タスク・グループ、事務局メンバーのほか、前4つの委員会の委員長に議長、副議長3人、事務局長を加えた9人で構成される執行委員会が行う。ノード運営委員会は委員長、副委員長2人、世界6地域の代表が集まったノード運営グループで構成され、情報交流や地域別の活動戦略策定を担う。
議長は選挙で選ばれるGBIF運営の長だが、実質的には執行委員会による運営であり、執行委員会の下に科学・ノード運営・予算・規約の各常設委員会のほか、非常設委員会が置かれる。事務局は参加・連携、データ製品、インフォマティックス、管理の4部門に分かれ、運営をサポートする役割を担う。
生物多様性の研究や分類学へ寄与することが求められる一方で、生物多様性条約を背景に活動しており、その活動方針は生物多様性情報の提供が多様性の保全にどのように貢献できるか、政策にどのように有用となるか、この2点が強く意識されている。
メインは生物多様性情報の集積・提供だが、ソフト開発者向けにAPIを提供したり、GBIFを媒介したデータを利用した論文の著者を対象とした賞 (Ebbe Nielsen Awards)や若手を対象とした賞 (Young Researchers Awards)を設けたり、データ利用のためのコンペティションを開催するなど、生物多様性に関わる活動も展開してきている。

## 参加国・機関
参加国・団体は年々増え、2001年時点では39か国・機関、2006年時点では82か国・機関、2012年時点で104か国・機関となっている。2023年時点では、正式会員は41か国、準正規会員は23か国と43機関・団体が参加している。